# Dancing in the Dark (chanson de Bruce Springsteen)
Pour les articles homonymes, voir Dancing in the Dark.
Singles de Bruce Springsteen
Open All Night
(1982) Cover Me
(1984)
Clip vidéo
[vidéo] « Dancing in the Dark », sur YouTube
Dancing in the Dark est une chanson écrite, composée et interprétée par Bruce Springsteen, sortie en single le 4 mai 1984 comme premier extrait de l'album Born in the U.S.A. publié un mois plus tard.

## Clip
Le clip de la chanson est réalisé par Brian de Palma, dont c'est le seul véritable clip. Il met en scène Courteney Cox alors débutante.
En 1985, aux MTV Video Music Awards, le clip remporte le prix de la meilleure prestation scénique dans une vidéo (Best Stage Performance in a Video) et obtient une nomination pour la meilleure prestation globale dans une vidéo (Best Overall Performance in a Video). 

## Liste des titres

### 7": Columbia / 38-04463
1. Dancing in the Dark - 3:59
2. Pink Cadillac - 3.33

### 12": Epic / TA4436
1. Dancing in the Dark (Extended Remix) - 6:09
2. Pink Cadillac - 3.33

### 12": Columbia / 44-05028
1. Dancing in the Dark (Blaster Mix) - 6:09
2. Dancing in the Dark (Radio) - 4:50
3. Dancing in the Dark (Dub) - 5:30

## Classements hebdomadaires
| Classement (1984-85)                   | Meilleure place |
| -------------------------------------- | --------------- |
| Afrique du Sud (Springbok Radio)       | 4               |
| Australie (Kent Music Report)          | 5               |
| Belgique (Flandre Ultratop 50 Singles) | 1               |
| Canada (RPM 100 Singles)               | 3               |
| États-Unis (Billboard Hot 100)         | 2               |
| États-Unis (Mainstream Rock Songs)     | 1               |
| France (IFOP)                          | 36              |
| Irlande (IRMA)                         | 2               |
| Italie (FIMI)                          | 12              |
| Norvège (VG-lista)                     | 7               |
| Nouvelle-Zélande (RMNZ)                | 2               |
| Pays-Bas (Nederlandse Top 40)          | 1               |
| Pays-Bas (Single Top 100)              | 2               |
| Royaume-Uni (UK Singles Chart)         | 4               |
| Suède (Sverigetopplistan)              | 2               |

## Certifications
| Pays                  | Certification |
| --------------------- | ------------- |
| Australie (ARIA)      | 3 × Platine   |
| Canada (Music Canada) | Platine       |
| Danemark (IFPI)       | Or            |
| États-Unis (RIAA)     | Platine       |
| Italie (FIMI)         | Or            |
| Royaume-Uni (BPI)     | Platine       |

## Utilisations
La chanson est présente dans le film britannique Music of My Life (2019) de Gurinder Chadha.
La chanson est aussi présente dans un épisode de la série Tonnerre mécanique, dans lequel figure George Clooney.